# 夢・見る・ピノキオ
『夢・見る・ピノキオ』（ゆめ・みる・ピノキオ）は、1997年4月6日からテレビ岩手で放送されているローカル紀行・情報番組。2006年6月4日からハイビジョンによる放送が実施されている。本稿では、後継番組の『ピノキオ・サンセット』についても述べる。

## 番組概要
情報バラエティ番組『岩手発TVキャッチ』を、紀行番組に衣替えする形で放送開始。その日のテーマに合わせ、岩手県内（回によっては青森県など隣県も取り上げる）のグルメスポットや観光地などの魅力を、洋楽（まれに邦楽）のBGMに合わせて紹介する情報番組。
レポーターはおらず、全編ナレーションと、取材先へのインタビューで進行していく。BGMの曲名とアーティスト名を必ずテロップ表示するのも特徴。
2008年3月30日の放送をもってレギュラー放送を終え、2008年度は改編期中のみのスペシャル番組として放送されていたが、2009年4月5日から再び同時間帯でレギュラー放送が行われている。
2022年4月に放送時間を夜から夕方へ変更することを機に、番組タイトルを『ピノキオ・サンセット』と改め、テーマ曲も深夜時代の山下達郎の曲から、山下の妻・竹内まりやの曲へ変更している。

## 放送時間の変遷
| 期間         | 期間          | 放送時間（JST）    |
| ------------ | ------------- | ------------------ |
| 1997年4月6日 | 2000年3月     | 日曜 22:30 - 23:00 |
| 2000年4月    | 2008年3月30日 | 日曜 22:56 - 23:26 |
| 2009年4月5日 | 2015年3月29日 | 日曜 22:56 - 23:26 |
| 2015年4月5日 | 2022年3月27日 | 日曜 23:25 - 23:55 |
| 2022年4月3日 | 現在          | 日曜 16:55 - 17:25 |

備考
- 放送開始から2000年3月までの放送時間は22:30 - 23:00で、当時同時間帯に日本テレビで放送されていた『進ぬ!電波少年』は1週遅れで23:00から放送されていた。
- 2022年3月27日まで同時間帯に日本テレビで放送されている『ダウンタウンのガキの使いやあらへんで!』は、2008年度を除きテレビ岩手では遅れネットで放送されていた。
- 2008年3月までは、金曜16時台（15:55 - 16:25）にて再放送を行っていた。
  - 2024年4月6日からは、土曜 9:25 - 9:55の枠で「サンセット」の再放送を開始。半年後の10月5日からはテレビ岩手の開局55周年記念として、『ピノキオ・メモリーズ』のタイトルで「夢・見る・ピノキオ」のセレクション放送に変更。

## ナレーター
テレビ岩手のアナウンサーが担当。
- 渡邊雄介

過去のナレーター担当者
- 藤村惠一（1997年4月 - 2021年3月）[2]
- 高妻由美
- 高橋美佳（2009年4月5日 - ）
- 川部絢子（2014年頃から2016年3月まで）
- 江口アミ（2016年4月 - 2020年3月）[3]
- 宮本麗美（2020年4月 - ）[3]

## テーマ曲
夢・見る・ピノキオ
- オープニング・エンディング 山下達郎「夜の翼」（アルバム『COME ALONG II』収録曲）
- エンドロール 大瀧詠一「夢で逢えたら」（以前は、吉田美奈子が歌うバージョンを使用）

ピノキオ・サンセット
- オープニング・エンディング 竹内まりや「幸せのものさし」
- エンドロール  大貫妙子「海と少年」